# سندرم تریچر کالینز

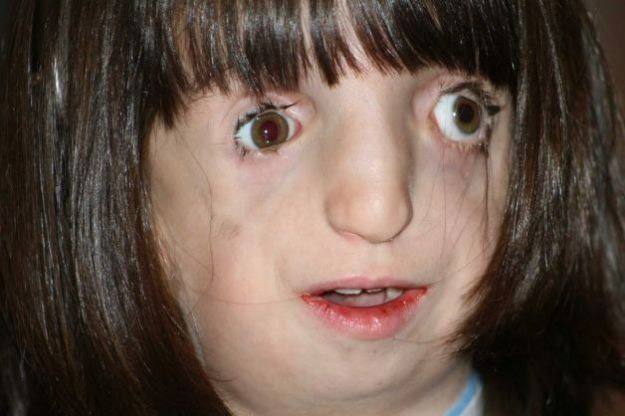
فرد مبتلا به سندرم تریچر کالینز

سندرم تریچر کالینز (به انگلیسی: Treacher Collins syndrome) یا دیسوستوز ماندیبولو فاشیال (به انگلیسی: mandibulofacial dysostosis) یک بیماری نادر اتوزوم غالب است که با بدشکلی‌های جمجمه‌ای-صورتی نظیر وجودنداشتن استخوان‌های گونه همراه است. سندرم تریچر کالینز ۱ در هر ۵۰۰۰۰ تولد یافت می‌شود؛ خصوصیتهای فیزیکی رایج آن عبارتند از: چشمهایی که به پایین نگاه می‌کنند، میکروگانتیا (فک پایین کوچک)، نداشتن حس شنوایی، زایگوما (استخوان گونه) غیر تکامل یافته، افتادگی بخش جانبی پلک‌های پایین و گوش‌های بدشکل یا عدم وجود گوش.

## تظاهرات بالینی
هیپوپلازی فک، اختلالات پلک تحتانی، شکاف پلکی با انحنا به پایین (down slanted یا anti-mongoloid) وشکاف در قوس زیگوماتیک از شایعترین یافته‌ها هستند. کلبومای پلک تحتانی معمولاً در یک سوم خارجی پلک دیده می‌شود و مژه‌های پلک تحتانی معمولاً درسمت داخل کلبوما یا به صورت کامل وجود ندارند یا ناقص هستند. شکاف در قوس زیگوماتیک سبب ایجاد گونه‌های فرورفته می‌شود. فک تحتانی به شدت کوچک است و به راحتی از روی چهره می‌توان تشخیص داد ولی گاه نیاز به رادیوگرافی برای تشخیص می‌باشد. شاخه (ramus) استخوان ماندیبول ممکن است ناقص باشد و زوائد کورونوئید و کوندیلار آن صاف شده یا اصلاً وجود نداشته باشند. اشکالات در ناحیه اطراف گوش و گونه‌ها و شکاف کام نیز از نشانه‌های دیگر سندرم است.
اختلالات گوش از یافته‌های دیگر بیماری است که هر سه قسمت گوش (خارجی، میانی و داخلی) را درگیر می‌کند. اختلال شنوایی انتقالی در ۲۵ تا ۵۰ درصد بیماران وجود دارد که علت آن عمدتاً هیپوپلازی مجرای گوش خارجی و استخوانچه‌های گوش میانی می‌باشد. اختلالات دیگرگوش خارجی به خصوص کوچکی آن (Microtia) شایع است. برجستگی و حفرات پوستی در ناحیه اطراف گوش و گونه‌ها دیده می‌شوند.
شکاف کام در ۲۵ تا ۳۳ درصد بیماران دیده می‌شود و ممکن است با شکاف لب همراه باشد. افزایش منطقه رویش موها در ناحیه گونه‌ها و بزرگی دهان از سایر یافته‌ها هستند. به علت فرورفتگی گونه‌ها و فک تحتانی بینی بیمار بزرگ به نظر می‌رسد. اختلالات دندان‌ها شامل اختلال اکلوژن و دندان‌های جدا از هم، هیپوپلاستیک یا نابجا می‌باشد. آترزی کوان هم در برخی بیماران دیده می‌شود. خوشبختانه تغییرات صورت دراین بیماران بسیار واضح و اختصاصی است و می‌توان با کمی دقت به راحتی این بیماران را تشخیص داد. عقب ماندگی ذهنی در ۵٪ بیماران دیده می‌شود که آن را به هایپوکسی و اختلالات تنفسی در زمان نوزادی نسبت میدهند.
بیماری‌های مادرزادی قلبی در برخی بیماران دیده می‌شود و شیوع آن نسبت به افراد طبیعی بیشتر است. بیشترین اختلالات شامل نقص دیواره بطنی (Ventricular Septal Defect)، نقص دیواره دهلیزی (Atrial Septal Defect) و بازماندن مجرای شریانی (Patent Ductus Arteriosus) هستند. این بیمار نیز در اکوکاردیوگرافی انجام شده بازبودن مجرای شریانی باز و سوراخ بیضی باز را نشان داد.

## توارث
این بیماری ازنظر ژنتیک بیماری به صورت اتوزومال غالب منتقل می‌شود ولی ۶۰٪ موارد به علت جهش جدید به وجود میآیند. نفوذ ژن بیماری متغیر است و تظاهرات بیماری در یک خانواده متفاوت می‌باشد. ژن بیماری با نام TCOF1 در سال ۱۹۹۶ شناخته شده و روی کروموزوم شماره 5q32-۳۳٫۱ قرار دارد.

## پیش آگهی
مبتلایان به این بیماری برخلاف سایر سندرم‌های مادرزادی معمولاً مشکل ذهنی یا اسکلتی ندارند و می‌توانند افراد مؤثری برای جامعه باشند. دراین میان وجود اختلالات مادرزادی قلبی و تشخیص و درمان به موقع آن‌ها اهمیت افزونتری نسبت به تشخیص و درمان این اختلالات در مبتلایان به سایر سندرم‌ها دارد. گرچه ناهنجاری‌های ظاهری سبب بروز مشکلات روحی روانی در سنین مدرسه و بلوغ برای این بیماران می‌شود، اما مطالعات نشان دادهاند که اکثر این بیماران با یا بدون کمک جراحی ترمیمی با این ناهنجاری‌ها خو می‌گیرند و در جامعه ادغام می‌شوند.

## منشأ نامگذاری
بعد از اینکه یک جراح و چشم پزشک انگلیسی به نام ادوارد تریچر کالینز (به انگلیسی: Edward Treacher Collins) (مرگ: ۱۹۳۲) آن را در سال ۱۹۰۰ کشف کرد به افتخار او این نام را بر این بیماری نهادند. در سال ۱۹۴۹ آدولف فرانسچتی و دیوید کلین طبق مشاهداتشان نام دیسوستوز ماندیبولو فاشیال را بر آن نهادند که بیشتر خصوصیات بالینی آن را توصیف می‌کند.